# マハレ山塊国立公園
マハレ山塊国立公園（マハレさんかいこくりつこうえん）はタンザニアキゴマ州にある国立公園。野生のチンパンジーが観察できることで有名。設立にはJICAが関与している。

## 概要
キゴマの南100 kmに位置し、敷地面積は1,613 km2。
西田利貞が1965年から調査をはじめ、チンパンジーの餌付けを成功したことで、ゴンベ渓流国立公園とともにチンパンジー研究の中心地として知られる。保護区としての計画は古く、1967年には西田が動物保護区 game reserveにすることを提案している。1974年にはタンザニア国立公園公団総裁デレク・ブライソンらの協力のもと、保護区設立が日本のODAとして行われることが決定した。1985年にタンザニアで11番目の国立公園として指定された。

### 地形・気候
マハレ山塊は、タンガニーカ湖東岸の最大の突出部に位置し、標高2,460メートルの最高峰ンクングェ山をはじめとした多くのピークが北西から南東に伸びている。山塊の北西側は年間1,500 mmから2,300 mmの降雨があり、標高1,800 m以上の高地に山地林、湖岸から1,500 mまでは中緯度半落葉樹林を発達させている。山塊の東側は乾燥しており、ブラキステギア疎開林に被われている。鳥類相の研究から、この土地はウガンダ−ブルンディの森林地帯と関係が深いとされている。

### 植物相・動物相
極めて多様な植生を誇っており、垂直分布や複雑な地形によるマイクロハビタットの差異が局地的な相違を引き起こしていると考えられている。湖岸から1,300 mまでの森林は、焼畑農耕民トングェ族の農耕の対象、及びその野火によって、小さなパッチを除いては処女林は存在しない。なお1975年に乾季に草本を焼き払う慣習が禁止されて以降、アカシア・サバンナは縮小し、現在では存在しない。
動物相は起源の異なる種の集合体であり、東アフリカのサバンナに適応した種と、南アフリカのサバンナ・疎開林に適応した種、西アフリカやコンゴ盆地の森林性の種がいる。

## アクセス
タンザニアの国立公園の中でもアクセスが困難な方に属する。陸路が存在しないので、タンガニーカ湖を周遊しているフェリーやボートを利用するか、飛行機をアルーシャなどからチャーターする必要がある。